# Brug 1167
Brug 1167 is een bouwkundig kunstwerk in Amsterdam-Zuidoost.
Eind jaren zestig van de 20e eeuw werd het Bijlmerpark (2014 hernoemd tot Nelson Mandelapark) ingericht. Het park kwam te liggen in een laagte ten westen van de Gooiseweg en ten oosten van de Flierbosdreef, die beide op een dijklichaam liggen. De afwatering van het park werd geregeld door aan de noord- en westzoom van het park een afwateringstocht aan te leggen. Om verbinding te krijgen met de buurten ten zuiden van het park werd onder het Bijlmerpleinpad een duikerbrug (brug 1167) gebouwd.
Het ontwerp kwam van de Afdeling Bruggen van de Dienst der Publieke Werken. Voor de meeste bruggen ontworpen door medewerkers van die dienst is in de loop der jaren de specifieke architect bekend geworden (de dienst werkte als collectief), maar voor deze serie is de ontwerper onbekend gebleven. Bruggen 1111, 1124, 1125, 1126, 1127, 1128, 1129, 1131, 1150, 1152, 1162, 1165, 1172 en 1301 kregen hetzelfde uiterlijk mee. Ze zijn herkenbaar door:
- een verhoging in het landschap
- breed van opzet; voet- en fietspad zijn aan beide voorzien van een groenstrook
- hoekige balustraden die een aantal meters lager liggen dan de paden.

Lopend of fietsend over de paden vallen de duikerbruggen nauwelijks op. Er is een doorvaartbreedte van circa 3 meter, maar deze is hypothetisch; er is hier geen scheepvaart mogelijk anders dan met kajak/kano. De koker is circa 30 meter lang.
Deze duiker 1167 vormde vanaf 1969 samen met brug 1301 de verbinding tussen de wijken Huntum en Holendracht. Deze kwamen door de aanleg van de Gaasperdammerweg gevoelsmatig verder uit elkaar te liggen. De duikerbruggen leidden vanaf de jaren tachtig tot het viaduct (222P met Bijlmerpleinpad onder en Gaasperdammerweg boven. In 2014 begonnen de werkzaamheden rond de verplaatsing van de weg naar de Gaasperdammertunnel en veel kunstwerken sneuvelden daarbij. Vanaf 2021, wanneer de werkzaamheden zijn beëindigd leiden de duikerbruggen naar een voet- en fietspad, dat over het tunneldek voert. 
<<< · 1100 · 1101 · 1107 · 1008 · 1009 · 1110 · 1111 · 1119 · 1121 · 1122 · 1123 · 1124 · 1125 · 1126 · 1127 · 1128 · 1129 · 1130 · 1131 · 1132 · 1133 · 1134 · 1135 · 1139 · 1140 · 1141 · 1142 · 1143 · 1144 · 1145 · 1146 · 1148 · 1149 · 1150 · 1151 · 1152 · 1153 · 1154 · 1155 · 1156 · 1157 · 1159 · 1162 · 1163 · 1164 · 1165 · 1167 · 1170 · 1171 · 1172 · 1173 · 1174 · 1175 · 1176 · 1177 · 1179 · 1180 · 1181 · 1182 · 1183 · 1184 · 1186 · 1187 · 1188 · 1189 · 1190 · 1191 · 1192 · 1193 · 1194 · 1195 · 1196 · 1197 · 1198 · 1199 · >>>
Brugnummers 1102-1106 (gesloopt), 1112-1118 (gesloopt), 1120, 1136-1138, 1145, 1147, 1158 (onbekend), 1160, 1161, 1166, 1168, 1169, 1178 en 1185 (voetbrug Bijlmerweide bouw 1970, sloop 2015) zijn niet (meer) vergeven.